# Novozelandski udaljeni otoci
Novozelandski udaljeni otoci devet su skupina pučinskih otoka koji su dio Novog Zelanda, a svi osim Solanderovih otoka leže iza granice od 12 nm teritorijalnih voda kopna. Iako se smatraju sastavnim dijelovima Novog Zelanda, sedam od devet otočnih skupina nisu dio nijedne administrativne regije ili okruga, već su umjesto toga svaka označena kao područje izvan teritorijalne uprave. Dvije iznimke su Chathamski otoci, koji su pokriveni vlastitom posebnom teritorijalnom upravom, i Solanderovo otočje, koje je dio regije Southland i okruga Southland.
Osam otočnih skupina nalazi se na novozelandskom epikontinentalnom pojasu, koji čini dio Zelandije. Otočje Kermadec, sjeveroistočno od kopna Novog Zelanda, nalaze se na grebenu čiji položaj kao dio Zelandije geolozi još razmatraju. Oba izvora pokazuju nacrtanu kartu Zelandije, označavajući položaj otoka sjeverno i južno od Novog Zelanda.
Izraz se ponekad koristi tako da obuhvaća i otočje Balleny, skupinu subantarktičkih otoka koji se tehnički smatraju dijelom Rossove ovisnosti i obuhvaćeni su ugovorom o Antarktici. 
Pet otočnih skupina Novozelandskog subantarktičkog otočja, uključujući njihova teritorijalna mora, dio su svjetske baštine.

## Skupine otoka
Devet otočnih skupina klasificiranih kao dio Novozelandskih udaljenih otoka su:
| Zemljovid | Otočna skupina (druga imena)                     | Položaj | Koordinate                            | Površina [km2] | Najveći vrh                                   | Bilješke |
| --------- | ------------------------------------------------ | --- | ------------------------------------- | -------------- | --------------------------------------------- | --- |
|           | Otočje Antipodes (Moutere Mahue)                 | Novozelandska subantarktička otočja, 860 km I-JI od otoka Stewart / Rakiura                                          | 49°41′S 178°48′E / 49.683°S 178.800°E | 21             | Mount Galloway 366 m                          | Na popisu Svjetske baštine UNESCO-a |
|           | Otočje Auckland (Motu Maha, Maungahuka)          | Novozelandska subantarktička otočja, 360 km od otoka Stewart / Rakiura                                               | 50°42′S 166°05′E / 50.700°S 166.083°E | 625.64         | Mount Dick 705 m                              | Na popisu Svjetske baštine UNESCO-a |
|           | Otočje Bounty (Moutere Hauriri)                  | Novozelandska subantarktička otočja, oko 670 km I-JI od novozelandskog Južnog otoka i 530 km JZ od Chathamskih otoka | 47°46′S 179°02′E / 47.767°S 179.033°E | 1.35           | Neimenovani vrh na otoku Funnel 73 m          | Na popisu Svjetske baštine UNESCO-a |
|           | Otočje Campbell (Motu Ihupuku)                   | Novozelandska subantarktička otočja, 360 km od otoka Stewart / Rakiura                                               | 52°32′S 169°09′E / 52.533°S 169.150°E | 113.31         | Mount Honey 558 m                             | Na popisu Svjetske baštine UNESCO-a |
|           | Chathamski otoci (Rēkohu, Wharekauri)            | Južni Tihi ocean, Oko 800 km istočno od Južnog otoka Novog Zelanda                                                   | 43°54′S 176°32′W / 43.900°S 176.533°W | 966            | Neimenovan vrh na otoku Chatham 299 m         | Najveća otočna skupina i jedina sa stalnim stanovništvom. |
|           | Otočje Kermadec (Rangitāhua)                     | Tihi ocean, oko 800 - 1000 km sjeverno od novozelandskog Sjevernog otoka                                             | 29°16′S 177°55′W / 29.267°S 177.917°W | 33.6           | Moumoukai Peak 516 m                          | Najsjevernija udaljena otočna skupina, koja se sastoji od niza vulkanskih otoka koji su dio šireg grebena Tonga-Kermadec. Unatoč tome što nema stalno stanovništvo, meteorološka postaja na otoku Raoul ima stalno osoblje. |
|           | Otoci Tri kralja / Manawatāwhi (Ngā Motu Karaka) | Spoj Tasmanovog mora i južnog Tihog oceana, oko 55 km SZ od rta Cape Reinga / Te Rerenga Wairua                      | 34°09′S 172°08′E / 34.150°S 172.133°E | 6.85           | Neimenovani vrh 295 m                         | Najsjevernija udaljena otočna skupina, koja se sastoji od niza vulkanskih otoka koji su dio šireg grebena Tonga-Kermadec.                                                                                                   |
|           | Snares / Tini Heke (Te Taniwha)                  | Novozelandska subantarktička otočja, 200 km južno od Južnog otoka Novog Zelanda                                      | 48°01′S 166°32′E / 48.017°S 166.533°E | 3.5            | Neimenovan vrh na Sjeveroistočnom otoku 130 m | Na popisu Svjetske baštine UNESCO-a. Dobio dvojno ime zakonom Ngāi Tahu Claims Settlement Act iz 1998. |
|           | Solanderovo otočje / Hautere                     | Zapadno of tjesnaca Foveaux, oko 50 km južno od Fiordlanda na novozelandskom Južnom otoku                            | 46°34′S 166°53′E / 46.567°S 166.883°E | 1.2            | Neimenovana točka 330 m                       | Jedina otočna skupina koja potpada pod nadležnost regionalnog vijeća, u ovom slučaju Southlanda. Dobio dvojno ime zakonom Ngāi Tahu Claims Settlement Act iz 1998.                                                          |

## Stanovništvo
Otoci su svi nenaseljeni osim Chathamskih otoka.
Na otoku Raoul u otočju Kermadec nalazi se meteorološka postaja s osobljem. Meteorološka postaja na otoku Campbell je bez osoblja i automatizirana je od 1995. godine. Na otočju Auckland od 1942. do 1945. postojala je meteorološka stanica. Otoci Tri kralja (Manawatāwhi) i Aucklandski otoci ranije su bili naseljeni. Bilo je neuspjelih pokušaja naseljavanja na otoku Raoul, otočju Antipodes i otocima Auckland. Solanderovo otočje nikada nije bilo naseljeno osim brodolomcima ili nasukanim slijepim putnicima (najduže, od 1808. do 1813. pet europskih slijepih putnika).

## Vanjske poveznice
- Novozelandski subantarktički otoci  Arhivirana inačica izvorne stranice od 5. prosinca 2008. (Wayback Machine)